# Лейшнер, Бруно
Бру́но Макс Ле́йшнер (нем. Bruno Max Leuschner; 12 августа 1910, Нойкёльн — 10 февраля 1965, Берлин) — член Политбюро ЦК СЕПГ, председатель Государственной плановой комиссии ГДР.

## Биография
Окончив среднюю школу, Лейшнер в 1925—1928 годах учился на промышленного коммерсанта на фабрике по пошиву готовой одежды Lachmann & Meyer в Берлине, затем работал экспедитором, сметчиком, продавцом и сотрудником экспортного отдела. В 1928—1931 годах учился на вечерних курсах в Берлинской высшей школе имени Лессинга и Гумбольдта и в марксистской рабочей школе, где его преподавателями были профсоюзный деятель Герман Дункер и политик Эрнст Шнеллер.
В 1931 году Лейшнер вступил в КПГ и с 1933 года занимал различные партийные должности, в том числе работал в нелегальной газете «Красный Веддинг» (нем. Der Rote Wedding). В 1936 году Лейшнера арестовали, в 1937 году камеральным судом Берлина он был приговорён к шести годам тюремного заключения по обвинению в «подготовке государственной измены». Отбывал наказание в Бранденбургской и Зонненбургской тюрьмах. Впоследствии в 1942—1944 годах содержался в концентрационном лагере Заксенхаузен, затем до 1945 года — в концентрационном лагере Маутхаузен.
В 1945 году Бруно Лейшнер принимал активное участие в создании экономического отдела КПГ и стал его председателем. Как руководитель отдела экономики и финансов СЕПГ с 1947 года Лейшнер работал в Германской экономической комиссии, поначалу руководил отделом экономических вопросов, а с 1948 года отвечал за планирование. В этой должности Лейшнер сыграл решающую роль в разработке плана на полугодия 1948 года и двухгодичного плана 1949—1950 годов.
В 1950—1952 годах Лейшнер занимал должность заместителя председателя, а в 1952—1961 годах — председателя Государственной плановой комиссии, став преемником Генриха Рау. В 1950—1965 годах Лейшнер входил в состав ЦК СЕПГ, в 1953—1965 годах являлся депутатом Народной палаты ГДР, в 1953 году был избран кандидатом, а в 1958 году — членом Политбюро ЦК СЕПГ. В 1955—1965 годах занимал должность заместителя председателя Совета министров ГДР, в 1960—1963 годах входил в состав Государственного совета ГДР, а в 1960—1965 годах — Национального совета обороны ГДР. В 1961 году решением ЦК СЕПГ Лейшнер был смещён с должности председателя Государственной плановой комиссии и занял должность министра по координации ключевых народнохозяйственных задач при президиуме Совета министров, а с июня 1962 года работал постоянным представителем ГДР в Исполнительном комитете СЭВ.
Похоронен в Мемориале социалистов на Центральном кладбище Фридрихсфельде в берлинском Лихтенберге.